# 鈴木壽壽子 (小惑星)
鈴木壽壽子（すずきすずこ、8741 Suzukisuzuko）は小惑星帯の小惑星である。群馬県大泉町の小林隆男が発見した。
随筆集『星のふるさと』の著者でアマチュア天文家の鈴木壽壽子（1927年 - 1985年）に因んで名付けられた。